# La segretaria (film 1974)
La segretaria (Cebo para una adolescente) è un film del 1974 diretto da Francisco Lara Polop.

## Trama
Ignacio, un famoso ingegnere e imprenditore, ha una relazione con Maribel, la sua giovanissima segretaria. Quando la ragazza tenta d'interrompere il rapporto, lui la ricatta, rinfacciandole i favori fatti alla famiglia di lei; gli stessi genitori mettono pressione alla ragazza perché ella continui la relazione. Solo l'intervento di un giovane giornalista innamorato risolve il penoso rapporto.

## Curiosità
Il film è ambientato in Spagna, ma nel doppiaggio italiano i nomi dei personaggi sono stati cambiati: 
Francesco Costanzi (Ignacio), Manuela (Maribel), Carlo (Carlos).